# Церква святого Миколая (Стрілків)
Це́рква свято́го Микола́я — дерев'яна культова споруда в селі Стрілків Стрийського району Львівської області. Одна з небагатьох ґонтових церков Львівщини. Розташована в південно-західній частині села на крутому мисоподібному пагорбі. Храм внесено до реєстру пам'яток архітектури національного значення під охоронним номером 520/1.

## Історія і опис
Дерев'яний храм бойківського типу зведено за канонами народної архітектури в 1650 році. Будівля складається з трьох зрубів з одним верхом. Наву накрито шатровим верхом на двох четвериках, який завершується сліпим круглим ліхтарем з маківкою. Зруби бабинця і вівтарної частини церкви покриті трисхилим дахом. У XIX столітті бабинець було значно видовжено добудовою. Тоді ж з південного боку вівтаря було прибудовано невелику ризницю. По периметру храм оточує опасання. Дахи, опасання і стіни між дахом і опасанням покрито ґонтом.
Після побудови нового мурованого храму стара церква використовується рідко, лише на свята декілька разів на рік.

## Дзвіниця

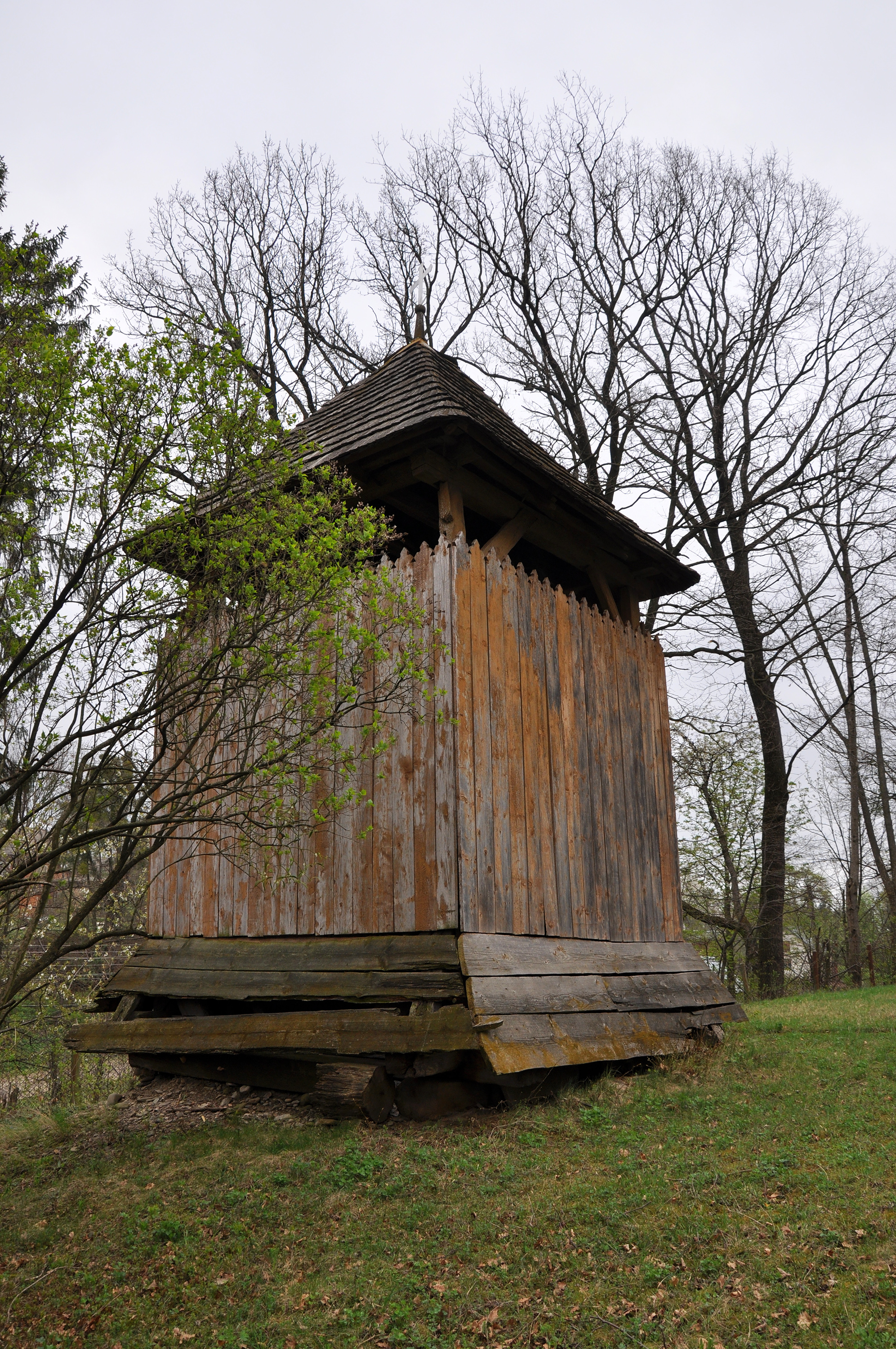
Дзвіниця церкви святого Миколая

На північний захід від церкви на краю пагобра розташовується дерев'яна дзвіниця, яку було зведено у XIX столітті. Споруда є квадратною в плані одноярусною каркасною конструкцією. Дах шатровий, покритий ґонтом. Стіни вертикально ошальовані дошками. Знизу по периметру захищена фартухом.
Дзвіницю внесено до реєстру пам'яток архітектури національного значення під охоронним номером 520/2.